# John King junior

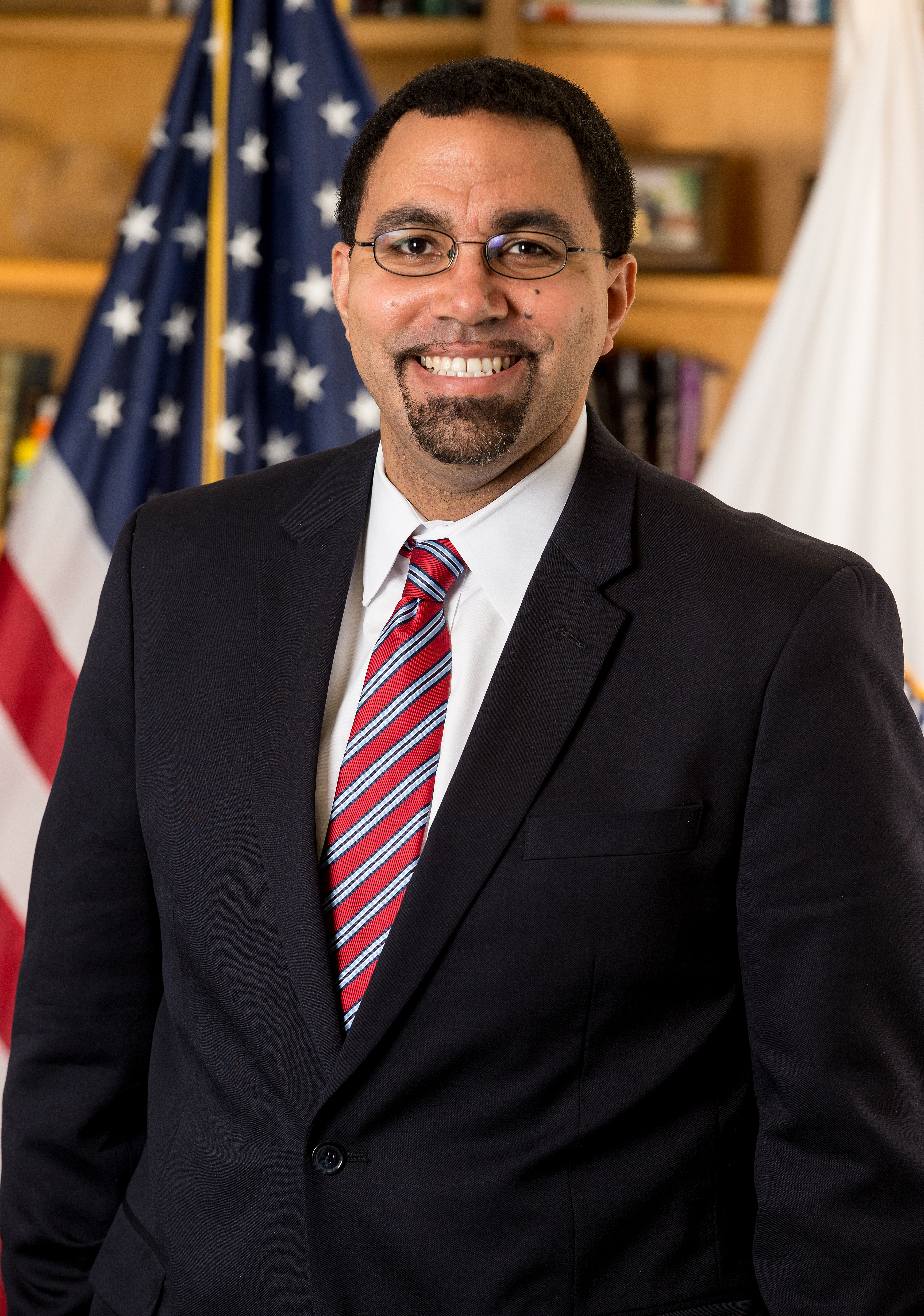
John B. King Junior (2016)

John B. King junior (* 5. Januar 1975 in New York City) ist ein US-amerikanischer Politiker und war vom 1. Januar 2016 bis zum 20. Januar 2017 im Kabinett Obama Bildungsminister der Vereinigten Staaten (United States Secretary of Education).

## Leben
King wurde in Brooklyn geboren. Seine Eltern, Adalinda King und John B. King senior, arbeiteten im Schuldienst, wobei der Vater erster afroamerikanischer Schuldirektor in diesem Stadtbezirk wurde. Nach einem Bachelorstudium in Verwaltung an der Harvard University und einem Masterstudium in Schulpädagogik an der Columbia University promovierte er in Rechtswissenschaften und Erziehungswissenschaften an der Yale University beziehungsweise Columbia University. 